# Vitória FC (Espírito Santo)
Vitória FC is een Braziliaanse voetbalclub uit de Braziliaanse stad Vitória. De club wordt vaak aangeduid als Vitória ES, verwijzend naar de deelstaat Espírito Santo waar het zich bevindt. 
De club werd opgericht in 1912. Op de Braziliaanse ranglijst op basis van prestaties in het verleden staat de club op de 128e plaats.

## Erelijst
Campeonato Capixaba
1920, 1932, 1933, 1943, 1950, 1952, 1956, 1976, 2006, 2019
Copa Espírito Santo de Futebol
2009, 2010, 2018, 2022

## Trivia
- De voormalige Ajax aanvaller Ivan Gabrich heeft een paar maanden voor de club gespeeld op huurbasis.